# 地獄のミサワ
地獄のミサワ（じごくのミサワ、1984年4月5日 - ）は、日本の男性漫画家。『俳優伝説』で第68回赤塚賞に準入選しデビュー。妻は小説家の松原真琴。
『しこくのミサワ』名義を使用する場合もある。

## 来歴
中学生の時からインターネット上でネタ投稿を行っていた。また太田プロダクションの『ウェブ大喜利』などにも盛んに投稿を重ね、その時に知り合った友人が放送作家になった縁でテレビ番組で使用される挿絵を描く仕事もしたという。しかし基本的にはプロの漫画家として活動した経験はなかった。
中学校卒業後は「高校に行かずにお笑い芸人になる」と両親に打ち明け、大検（現在の高認）の科目免除のために通信制高校へ通学する一方、お笑い関係のスクールに通う日々を送った。しかしお笑い芸人への道は途中で諦め、大検取得後も大学や専門学校に進学することも就職することもなくニートとして生活していたという（本人曰く「引きこもり、ニート、草食系男子といったトレンドには全て乗れた」）。デビュー後のインタビューでも「（経済的に）今もニートです」と語っている。
2008年、松原真琴に誘われて参加した手塚賞・赤塚賞の懇親会でこれからの作家活動について熱い議論が交わされる中、気が付いたら場を仕切る立場になっており、周囲の漫画家からは「あいつは一体何者なんだ」と思われていたという。居合わせていた松原から「来年、壇上に上がってたら面白い」と赤塚賞への応募を勧められ、翌年に『俳優伝説』で実際に第68回赤塚賞準入選となる。
『ジャンプスクエア』2010年2月号にてギャグ漫画『カッコカワイイ宣言!』を連載開始。同年11月にはテレビ東京において4話限定でアニメ化された。『週刊少年ジャンプ』2011年5・6合併号に「ニューイヤーギャグ伝」として『カッコカワイイ宣言!』が掲載された。
2011年8月30日に松原真琴と結婚していたことが、1年後の2012年8月30日に松原のブログにて公表された。　　
公式サイト『地獄のミサワ』にて、2017年以降ロクに仕事をしていないことを公言しており、表立った活動としては単発のイラスト制作などがメインとなっている。ただし、今後、商業連載漫画を描くつもりがない訳ではなく、時折、担当編集者との打ち合わせを行ったことなどを自身のX（旧Twitter）で報告している。

## 作風
影響を受けた漫画として尾田栄一郎の『ONE PIECE』を挙げている。
目鼻口が顔の中心に寄っており、特に両目の間が非常に近いキャラクター画が特徴。その画風とあるある的な鬱陶しい台詞が相まって、シュールな作風となっている。また、ほとんどのキャラクターがナルシストである点も特徴。
シリアスな絵が描けないわけではなく、ブログやTwitterで公開した『アイマスにハマった』というアイドルマスターへの熱意を語った漫画ではキャラクターや声優の模写を描いている。また、投稿者のイラストを地獄のミサワが添削する企画『プロフェッショナル☆指南道場』では、基本的にはネタ的な添削が多いものの、構図や人物のポーズについて作例付きで的確なアドバイスを行っている。

## 作品

### 単行本
- カッコカワイイ宣言!（ジャンプスクエア 2010年2月号 - 2014年4月号、集英社、全5巻）
- ヤング!ヤング!Fruits（2011年7月、集英社、全1巻）[15]
- いいよね!米澤先生（ジャンプスクエア 2014年5月号 - 2017年6月号、集英社、全5巻）

### 読み切り
- 俳優伝説（ジャンプスクエア 2008年9月号、集英社）[16]
- 27歳シリーズ（ジャンプスクエア公式ホームページ GAG MANGA Grand Prix1stシーズン 2009年1月 - 3月、集英社）[17]
- King of まりっぺ（ジャンプスクエア 2009年8月号、集英社）[16]
- のり子、もう一度やり直さないか（ジャンプスクエア 2009年12月号、集英社）[16]

### ブログ
「女に惚れさす名言集」が2009年1月に開設、月曜から金曜まで毎日1日1回更新。ネット流行語大賞2010にノミネートされ、スマホ用無料アプリ「ミサワViewer」「iMisawa」として配信もされている。ジャンプスクエアの連載終了の流れで、ブログも2017年3月に更新を停止した。

### その他
- あやめ屋 地獄のミサワデザインパッケージラーメン・和風醤油3食入り（2011年2月） - 商品パッケージイラスト
- エスビー食品 「ハピファミカレー」（2013年1月） - テレビCM「エスビーブラザーズ篇」・「エスビーブラザーズ+おじさん篇」キャラクターデザイン ※『しこくのミサワ』名義
- リクナビ 「リクナビ2015」（2013年11月） - 公式サイト及びテレビCM、キャラクターデザイン
- 地獄のミサワのマンガ業界のことイマイチまだ分からないんですけど -　ジャンプLIVE2号企画動画。
- 「ローリング☆ガールズ」（2015年1月） - 結季奈が描いたイラスト監修
- 「ダウンタウンDX」（2018年11月） - 放送開始25周年記念のコラボビジュアル
- 「結婚式の見積り GUIDE BOOK」（『ゼクシィ』2022年9月号付録[18]） - 『ゼクシィ』とのコラボで描きおろし[18]
- 日本マクドナルド「プレミアムローストコーヒー」（2025年2月） - ネット広告描きおろし[19]